# 土柔王国
土柔王国 (oβukáma βwa tóːɾo)是乌干达西部边境地区四个传统之一。由布尼奥罗王国统治者尼阿穆图库拉基耶邦贝三世的长子奧利米一世于1830年反叛后建立的独立王国。1876年曾一度又被布尼奥罗王国吞并，1891年重新独立。1967年君主制度被乌干达政府废除，1993年重新恢复。现任国王或奥穆卡马奥尤国王于1995年加冕，是目前世界上最年轻的在位君主。

## 历史
十九世纪前的某个时候，土柔王国从布尼奥罗王国的一个分离部分演变而来。1830年，奥穆卡玛奥利米一世脱离并建立了自己的独立王国。1876 年，该王国并入布尼奥罗王国，但又于 1891 年重新获得独立。1967 年，乌干达政府废除了君主制，1993 年又恢复了君主制。

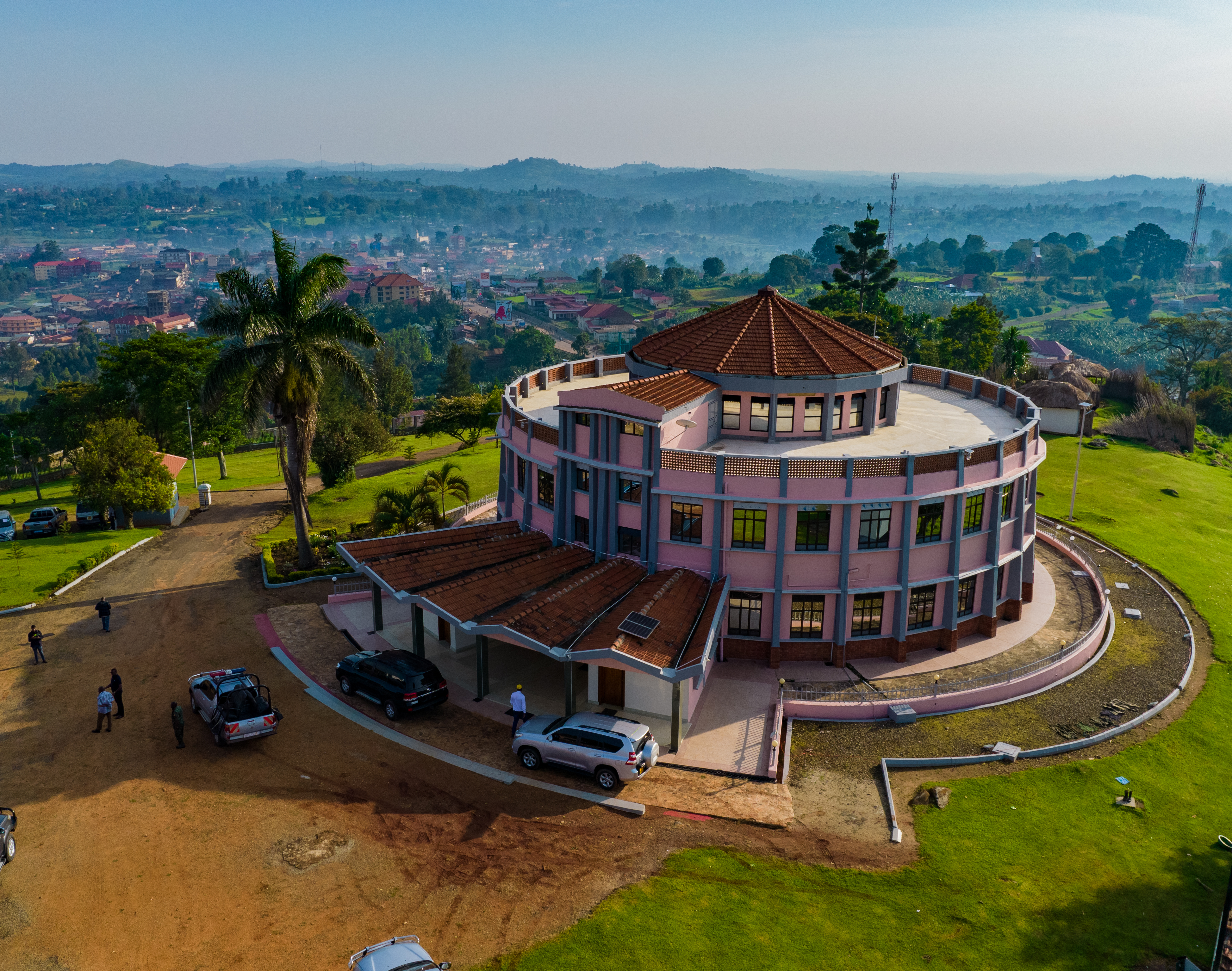
鸟瞰位于卡鲁齐卡山的土柔王宫，俯瞰波尔塔尔堡镇